# Daniel (Utah)
Daniel es un pueblo incorporado en 2006, previo a lo cual era un lugar designado por el censo, ubicado en el condado de Wasatch en el estado estadounidense de Utah. En el año 2000 tenía una población de 770 habitantes y una densidad poblacional de 79,3 personas por km².

## Geografía
La pequeña comunidad de Daniel se encuentra ubicado en las coordenadas 40°28′17″N 111°24′31″O / 40.47139, -111.40861. Según la Oficina del Censo, la localidad tiene un área total de 9,7 km² (3,7 mi²), de la cual es tierra.

## Demografía
Según la Oficina del Censo en 2000 los ingresos medios por hogar en la localidad eran de $60,000, y los ingresos medios por familia eran $59,773. Los hombres tenían unos ingresos medios de $43,542 frente a los $16,667 para las mujeres. La renta per cápita para la localidad era de $21,764. Alrededor del 5.0% de la población estaban por debajo del umbral de pobreza.